# Cortinarius roseipes
Cortinarius roseipes är en svampart som först beskrevs av Josef Velenovský, och fick sitt nu gällande namn av Reumaux 1992. Cortinarius roseipes ingår i släktet Cortinarius och familjen spindlingar.  Arten är reproducerande i Sverige. Inga underarter finns listade i Catalogue of Life.